# Basilornis celebensis
Basilornis celebensis е вид птица от семейство Скорецови (Sturnidae).

## Разпространение
Видът е разпространен в Индонезия.